# Uperoleia altissima
Espèce
Statut de conservation UICN

 LC  : Préoccupation mineure
Uperoleia altissima est une espèce d'amphibiens de la famille des Myobatrachidae.

## Répartition
Cette espèce est endémique du Nord-Est du Queensland en Australie.

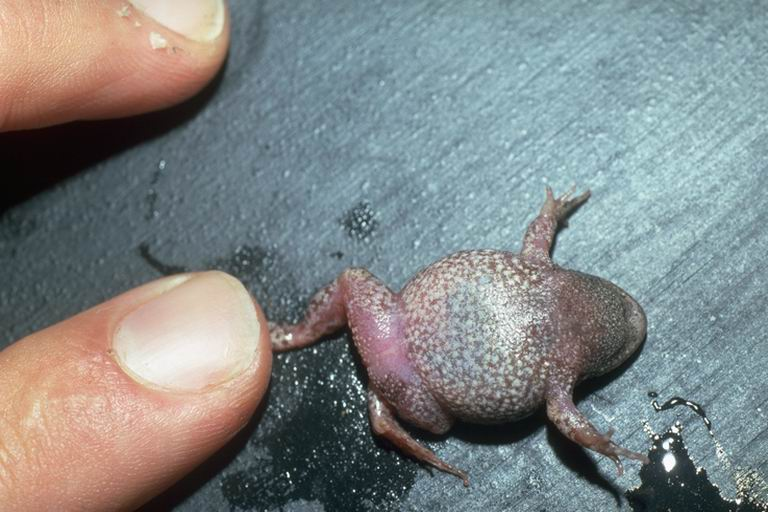
Uperoleia altissima, face ventrale.

## Publication originale
- Davies, Watson, McDonald, Trenerry & Werren, 1993 : A new species of Uperoleia (Anura: Leptodactylidae: Myobatrachinae) from northeastern Australia. Memoirs of the Queensland Museum, vol. 33, no 1, p. 167-174 (texte intégral).